# Stažení produktu
Stažení produktu (anglicky product recall) je žádost výrobce o návrat nebezpečného nebo defektního výrobku. Bývá to často spotřební elektronika, automobily, ale i potraviny. Tato praktika se často objevuje především od 21. století. Výrobce tak předchází případným postihům. Může to však způsobit únik dat zákazníků. Může také posloužit jako výzkum trhu.